# Michel Steiner
Pour les articles homonymes, voir Steiner.
Michel Steiner, né le 29 septembre 1946 à Toulouse et mort le 20 août 2021 à Paris,, est un écrivain et psychanalyste français.

## Biographie
Docteur en psychologie, psychanalyste, il fut membre du laboratoire de psychologie sociale et expérimentale du CNRS.

## Œuvres

### Romans
- Mainmorte, Paris, Éditions Gallimard, coll. « Folio policier » (no 302), juin 2003 (1re éd. 1999), 276 p. (ISBN 2-07-042590-8).
- Petites morts : Dans un hôpital psychiatrique de campagne, Paris, Éditions Gallimard, coll. « Folio policier » (no 315), novembre 2003 (1re éd. 1999), 283 p. (ISBN 2-07-042591-6)[5], postface de Bernard de Fréminville[6].
- Rachel, la dame de carreau, Paris, Lignes noires, avril 2000, 280 p. (ISBN 2-914073-04-6).
- Les Jouets, Paris, Éditions Gallimard, coll. « La Noire », octobre 2001, 254 p. (ISBN 2-07-076232-7)[7].
- La Machine à jouir, Paris, Éditions Gallimard, coll. « Série noire » (no 2673), février 2003, 233 p. (ISBN 2-07-076647-0).
- Tous nos vœux..., Paris, éditions Hors Commerce, coll. « Hors Bleu », 26 janvier 2005, 248 p. (ISBN 2-915286-35-3).

### Essais
- Collectif, Le joueur et sa passion : études psychanalytiques et littéraires, Paris, éditions L'Infinitude, 1984, 48 p. (ISBN 2-904921-00-1).
- Le Kol Nidré : Étude psychanalytique d'une prière juive, éditions Hors Commerce, coll. « Hors Texte », juin 2007, 96 p. (ISBN 978-2-915286-74-8 et 2-915286-74-4).
- Freud et l'humour juif, Paris, éditions In Press, 9 mai 2012, 250 p. (ISBN 978-2-84835-236-7)[8],[9],[10], postface de Fabienne Biégelmann, psychanalyste[11].
- Collectif, Le Joueur et sa passion, nouvelle édition augmentée, Paris, Éditions Velvet, 2019, 168 p. (ISBN : 978-2-490619-03-0)

## Distinctions
Freud et l'humour juif a été sélectionné pour le prix Œdipe des libraires 2013,.